# Libellula needhami
Libellula needhami is een libellensoort uit de familie van de korenbouten (Libellulidae), onderorde echte libellen (Anisoptera).
De wetenschappelijke naam Libellula needhami is voor het eerst geldig gepubliceerd in 1943 door Westfall.